# سمیر باراچ
سمیر باراچ (انگلیسی: Samir Barać؛ زادهٔ ۲ نوامبر ۱۹۷۳) بازیکن واترپلو اهل کرواسی بود.